# Алейников, Иван Сергеевич
Иван Сергеевич Алейников (21 июня 1905 — 1985) — советский военачальник, полковник, участник Великой Отечественной войны.

## Биография
Иван Сергеевич Алейников родился 21 июня 1905 года в селе Городчевичи (ныне — Лепельский район Витебской области Белоруссии). 
В марте 1927 года был призван на службу в Рабоче-Крестьянскую Красную Армию. В 1931 году окончил Севастопольскую школу зенитной артиллерии, в 1935 году — курсы усовершенствования командного состава зенитной артиллерии, в 1937 году — артиллерийские курсы технического усовершенствования командного состава при Военной артиллерийской академии имени Ф. Э. Дзержинского. Служил на командных должностях в различных частях противовоздушной обороны Ленинградского и Дальневосточного военных округов. С сентября 1938 года служил в Управлении начальника артиллерии Красной Армии, а с августа 1940 года — в Управлении боевой подготовки наземной и зенитной артиллерии. С мая 1941 года командовал 743-м зенитно-артиллерийским полком.
С начала Великой Отечественной войны — на её фронтах. 27 июля 1941 года Алейников принял командование над 862-м зенитно-артиллерийским полком малого калибра. Участвовал в битве за Москву, не раз отражал немецкие авиационные налёты на столицу. В июне 1943 года Алейников командовал 63-й зенитно-артиллерийской дивизией ПВО, а затем вплоть до конца войны — 51-й зенитно-артиллерийской дивизией ПВО. Батареи его дивизии участвовали в даче салютных залпов в честь побед Красной Армии на фронте.
После окончания войны Алейников продолжил службу в Советской Армии. Командовал различными полками противовоздушной обороны, а в мае 1948 года был направлен в Группу советских войск в Германии, где был назначен командиром 31-й зенитно-артиллерийской дивизии. В ноябре 1951 года вернулся в СССР, был заместителем по зенитной артиллерии командующего артиллерией сначала Южно-Уральского, а затем Киевского военных округов. В 1952 году окончил Высшие академические курсы при Военной академии имени Ф. Э. Дзержинского. 
В январе 1956 года в звании полковника уволен в запас. Из-за проблем со здоровьем переехал с семьёй из Ленинграда в Жданов (Мариуполь) в 1969 году, т.к. была необходима смена климата. 
В 1985 году скончался, похоронен в Жданове.

## Награды
- Орден Ленина (20 апреля 1953 года);
- 2 ордена Красного Знамени (22 февраля 1943 года, 30 апреля 1947 года);
- Орден Отечественной войны 1-й степени (22 августа 1944 года);
- Орден Красной Звезды (3 ноября 1944 года);
- Медаль «За оборону Москвы» и другие медали.